# Quercus sapotifolia
Quercus sapotifolia Liebm. – gatunek rośliny z rodziny bukowatych (Fagaceae Dumort.). Występuje naturalnie w Meksyku, Gwatemali, Hondurasie, Nikaragui oraz Kostaryce. 

## Morfologia
PokrójZimozielone drzewo dorastające do 4–20 m wysokości. Kora ma szarą barwę, jest szorstka.
LiścieBlaszka liściowa ma eliptyczny kształt. Mierzy 5–12 cm długości oraz 2–5 cm szerokości, jest całobrzega, ma niemal sercowatą nasadę i wierzchołek od zaokrąglonego do ostrego. Ogonek liściowy jest nagi i ma 3–6 mm długości.
OwoceOrzechy zwane żołędziami o jajowatym kształcie, dorastają do 8–14 mm długości i 6–9 mm średnicy. Osadzone są pojedynczo w miseczkach o półkulistym kształcie, które mierzą 4–7 mm długości i 7–12 mm średnicy. Orzechy otulone są miseczkami w 20–35% ich długości.

## Biologia i ekologia
Rośnie w lasach mieszanych. Występuje na wysokości od 800 do 1500 m n.p.m. Kwitnie od marca do maja, natomiast owoce dojrzewają od czerwca do października.